# Argyra xanthopyga
Argyra xanthopyga är en tvåvingeart som beskrevs av Negrobov 2006. Argyra xanthopyga ingår i släktet Argyra och familjen styltflugor. Inga underarter finns listade i Catalogue of Life.